# Stadion Azadi
Stadion Azadi (perz. ورزشگاه آزادی; dosl. Stadion slobode) je višenamjenski stadion u iranskom gradu Teheranu koji prima 100.000 gledatelja što ga čini četvrtim najvećim nogometnim stadionom svijeta. Izgrađen je 1971. godine, a projektirao ga je iranski arhitekt Abdolaziz Farmanfarmaijan. Najviše se koristi za nogometne utakmice, a njime se služe Iranska nogometna reprezentacija i klubovi Persepolis i Esteglal.

## Vanjske poveznice
- (perz.)(engl.) Službene stranice Sportskog kompleksa Azadi

Ostali projekti
|  | Zajednički poslužitelj ima još gradiva o temi Stadion Azadi |